# Akinori Mikami
Akinori Mikami (jap. 三上 明紀 Mikami Akinori; ur. 12 czerwca 1969) – japoński piłkarz występujący na pozycji napastnika.

## Kariera klubowa
Od 1988 do 1994 roku występował w klubie Urawa Reds.